# Virola schultesii
Virola schultesii är en tvåhjärtbladig växtart som beskrevs av A. C. Smith. Virola schultesii ingår i släktet Virola och familjen Myristicaceae. Inga underarter finns listade i Catalogue of Life.